# Bastrompet
Een bastrompet is een instrument dat een octaaf lager is gestemd dan de (gewone) Bes-trompet. Het instrument heeft dezelfde omvang als een trombone, is meestal gestemd in Bes, C of Es en wordt meestal door een trombonist bespeeld. De bastrompet komt niet vaak voor in het symfonieorkest, maar bij een uitvoering van de Ring des Nibelungen van Richard Wagner kan men hem beluisteren.
De bastrompet wordt tevens gebruikt in onder andere
- Sinfonietta van Leoš Janáček
- Le Sacre du printemps van Igor Stravinsky
- The Bassarids van Hans Werner Henze
- Pini di Roma van Ottorino Respighi
- L'action Prealable van Aleksandr Skrjabin
- Le Grand Macabre van György Ligeti
- 8e Symfonie (Lieder der Vergänglichkeit) van Krzysztof Penderecki
- Der Reiter auf dem weißen Pferd van Sofia Goebaidoelina
- Das Alphabet des Todes van Aleksandr Raskatov
- Animal Farm van Aleksandr Raskatov